# Lihtenštajn
Kneževina Lihtenštajn (nemško Fürstentum Liechtenstein) je majhna celinska država v Srednji Evropi, med Švico na zahodu in Avstrijo (Predarlsko) na vzhodu. Kot gorska država je priljubljeno središče za zimske športe. Znana je tudi kot davčna oaza. Je šesta najmanjša neodvisna država na svetu, večja je le od dežel kot so Vatikan, Monako, Nauru, Tuvalu in San Marino. Država ima približno 40.000 prebivalcev, ki živijo na 160 km2, glavno mesto je Vaduz.

## Poimenovanje
Država je poimenovana po plemiški družini Liechtenstein (Lihtenštajn) iz 12. stoletja, ki je neodvisni vojvodini zavladala leta 1719, ko se je združila z v Vaduzu že navzočo rodbino Šelenberških (Schellenberg) in novooblikovano ozemlje povzdignila v kneževino. Rodbina izhaja z gradu Liechtenstein, v 12. stoletju zgrajenega v bližini Dunaja, katerega ime pomeni »Lahek kamen«.

## Državna ureditev
Ustava iz leta 2003 opredeljuje Lihtenštajn za ustavno dedno monarhijo na demokratični in parlamentarni osnovi. Leta 1989 je državni poglavar postal knez Hans Adam II., ki ima pravico potrjevati zakone, imenovati državne uradnike in razpustiti deželni zbor. Dne 15. 08. 2004 je nekatere državniške pravice in dolžnosti prenesel na svojega sina in naslednika kneza Aloisa. Izvršno oblast ima vlada, ki jo imenuje deželni knez na predlog deželnega zbora.

## Upravna delitev
Lihtenštajn je upravno razdeljen na enajst občin (nemško Gemeinde, množina Gemeinden), ki jih večinoma sestavlja en sam kraj:
- Vaduz
- Schaan
- Balzers
- Triesen
- Eschen
- Mauren
- Triesenberg
- Ruggell
- Gamprin
- Schellenberg
- Planken

## Geografija
Na zahodu državo omejuje reka Ren. Na vzhodu in jugu se razprostirajo verige gorovja Rätikona, visoke do 2500 m. Proti severu se odpira Samnaital, proti jugovzhodu dolini Valorsch in Malbun. Dolina reke Lawena se usmerja proti Renu. Najvišji vrh je Grauspitze (2599 m) na meji s švicarskim kantonom Graubünden. Za podnebje so značilna topla poletja in razmeroma mile zime. Najpomembnejše naselitveno območje je na vzhodnem delu Renske nižine, kjer pridelujejo žito, sadje, krompir in tobak. Na gorskih območjih se ukvarjajo z živinorejo. Na podnebno ugodnih sončnih pobočjih raste vinska trta.